# پولاریس (فیلم)
پولاریس یا ستاره شمال فیلمی درام و اولین تجربه کارگردانی فیلم بلند سینمایی سودابه مرادیان است. در این فیلم که بر اساس فیلمنامه ای از سودابه مرادیان و نغمه ثمینی ساخته شده‌است، بازیگرانی همچون بهرام رادان، آلیتسیا باخلدا-تسروش، الیزابت رم، رؤیا تیموریان و کوبی رایان مک لافلین بازی می‌کنند. پولاریس در سال ۲۰۱۶ برنده بهترین فیلم جشنواره کالور سیتی لوس آنجلس و جشنواره فیلم زنان کالیفرنیا شد که در آن نامزد دریافت جایزه بهترین کارگردان و بهترین بازیگر نقش اصلی زن نیز بود. پولاریس در در سال ۲۰۱۷ در قالب تور فیلم‌های ایرانی توسط کمپانی Cinelibre و جشنواره فیلم‌های ایرانی زوریخ در شهرهای مختلف سوئیس اکران محدودی داشت. و از آذر ماه ۱۳۹۷ در سینماهای ایران به نمایش درآمد. پولاریس همچنین از طرف موسسه ساندنس و انجمن زنان در امریکا نشان ریفریم سال ۲۰۲۰ را دریافت کرد. 

## طرح
یک عکاس جنگ (آلیتسیا باخلدا-تسروش) که دچار اختلال روحی پس از سانحه یا پی تی اس دی است در ستیزی مستاصل گرفتار شده، تا رازی را از همسرش (بهرام رادان) پنهان کرده و از بازگشت اجتناب ناپذیرش به خاورمیانه فرار کند.

## بازیگران
- آلیتسیا باخلدا-تسروش در نقش باران
- بهرام رادان در نقش پوریا
- کوبی رایان مک لافلین در نقش دنیل
- الیزابت رم در نقش کریستین
- دایان مارشال گرین در نقش نینا
- رؤیا تیموریان در نقش مادر باران
- تاشا اسمیت در نقش سوفی
- روزبه جنت خواه در نقش حامد
- رایدل دنزی در نقش تایلر

## تولید
فیلمبرداری فیلم در ماه نوامبر ۲۰۱۴ در لس آنجلس و پس از آن در سیاتل انجام شد و پس از ۱۴ روز به پایان رسید.

## انتشار
این فیلم برای اولین بار در فستیوال CineIran تورنتو کانادا در ۱۵ اکتبر ۲۰۱۶ در سال تیف به نمایش درآمد. مدت کوتاهی پس از آن در جشنواره کالور سیتی (لس آنجلس) در دسامبر ۲۰۱۶ جایزه بهترین فیلم را دریافت کرد. پس از آن در ژانویه سال ۲۰۱۷ نامزد سه جایزه در جشنواره فیلم زنان کالیفرنیا شد: بهترین فیلم، بهترین کارگردان و بهترین بازیگر زن که جایزه بهترین فیلم را از آن خود کرد. پولاریس در سال ۲۰۱۷ در جشنواره‌های دیگری به نمایش درآمد از جمله: جشنواره سیلیکون بیچ، جشنواره فیلم‌های ایرانی در زوریخ و جشنواره لانگ بیچ.پولاریس در در تابستان ۲۰۱۷ در قالب تور فیلم‌های ایرانی توسط کمپانی Cinelibre و جشنواره فیلم‌های ایرانی زوریخ در شهرهای مختلف سوئیس اکران محدودی داشت. اکران پولاریس در ایران، از بیست و یکم آذر ماه ۱۳۹۷ در سینماهای تهران و شهرستانها آغاز شد.